# Оле Мисс Ребелс (баскетбол)
Оле Мисс Ребелс (англ. Mississippi Rebels) — баскетбольная команда, представляющая Университет Миссисипи в первом баскетбольном мужском дивизионе NCAA. Располагается в Оксфорде (штат Миссисипи). В настоящее время команда выступает в Юго-Восточной конференции. Команда участвовала в Национальном пригласительном турнире в 1980, 1982, 1983, 1987, 1989, 2000, 2007, 2008, 2010, 2011 и 2012 году, становилась победителем Западного дивизиона SEC в 1997, 1998, 2001, 2007 и 2010 годах. С 1996 по 2006 года команду тренировал Род Барнес, под руководством которого «Ребелс» одержали 141 победу и потерпели 109 поражений.
С 2007 года по 2019 год «Олле Мисс» тренировал Энди Кеннеди и в сезоне 2006/07 года команда поделила первое место в Западном дивизионе SEC. Ведомые Кларенсом Сандерсом, Бэмом Дойном и Тоддом Абернети, «Оле Мисс» закончили сезона с результатом 21-13, включая 16-1 в домашних матчах. «Ребелс» дошли до второго раунда Национального пригласительного турнира, где проиграли университету Клемсона. В своём дебютном сезоне с «Ребелс», Кеннеди был назван тренером года конференции SEC.
В сезоне 2013/13 «Олле Мисс» второй раз в истории завоевали титул чемпиона SEC, и впервые с 2002 года попали в турнир NCAA. В этом же сезоне команда установила свой рекорд по количеству побед в сезоне.

## Достижения
- 1/8 NCAA: 2001
- Участие в NCAA: 1981, 1997, 1998, 1999, 2001, 2002, 2013, 2015, 2019
- Победители турнира конференции: 1981, 2013